# Revolution Begins
Revolution Begins to trzeci minialbum szwedzkiego zespołu melodic death metalowego Arch Enemy. Został wydany 31 sierpnia 2007 roku przez wytwórnię Century Media Records. Teledysk do utworu „Revolution Begins” zawiera urywki z koncertu w Londynie oraz sceny zza kulis zarejestrowane 17 sierpnia 2007. Utwory „Revolution Begins” i „Blood on Your Hands” pochodzą z albumu Rise of the Tyrant. „Walk in the Shadows” jest coverem Queensrÿche.

## Lista utworów
| Nr | Tytuł utworu                              | Długość |
| -- | ----------------------------------------- | ------- |
| 1. | „Revolution Begins”                       | 4:11    |
| 2. | „Blood on Your Hands”                     | 4:41    |
| 3. | „Walk in the Shadows” (cover Queensrÿche) | 3:07    |
| 4. | „I Am Legend / Out for Blood” (live)      | 5:36    |
|    |                                           | 17:35   |

## Twórcy
- Angela Gossow - wokal
- Michael Amott - gitara
- Christopher Amott - gitara
- Sharlee D’Angelo - gitara basowa
- Daniel Erlandsson - perkusja